# Championnats d'Europe d'aviron 1926
Navigation
Édition précédente Édition suivante
Les championnats d'Europe d'aviron 1926, vingt-huitième édition des championnats d'Europe d'aviron, ont lieu en 1926 à Lucerne, en Suisse.